# Cethosia biblis
Cethosia biblis es una especie de lepidóptero de la familia Nymphalidae. Es originaria de India y Nepal, este y sur de China a las Filipinas, y sur de Indonesia.
Tienen una envergadura de 8 a 9 centímetros. Presentan dimorfismo sexual. Las larvas se alimentan de especies de Passiflora, incluida  Passiflora cochinchinensis. Adquieren toxinas de sus planntas hospederas que sirven como protección contra depredadores. Sus colores brillantes anuncian su toxicidad.

## Filatelia
Esta mariposa figura en una emisión filatélica de  Laos de 1965 (con un valor de: 10 k).

## Galería

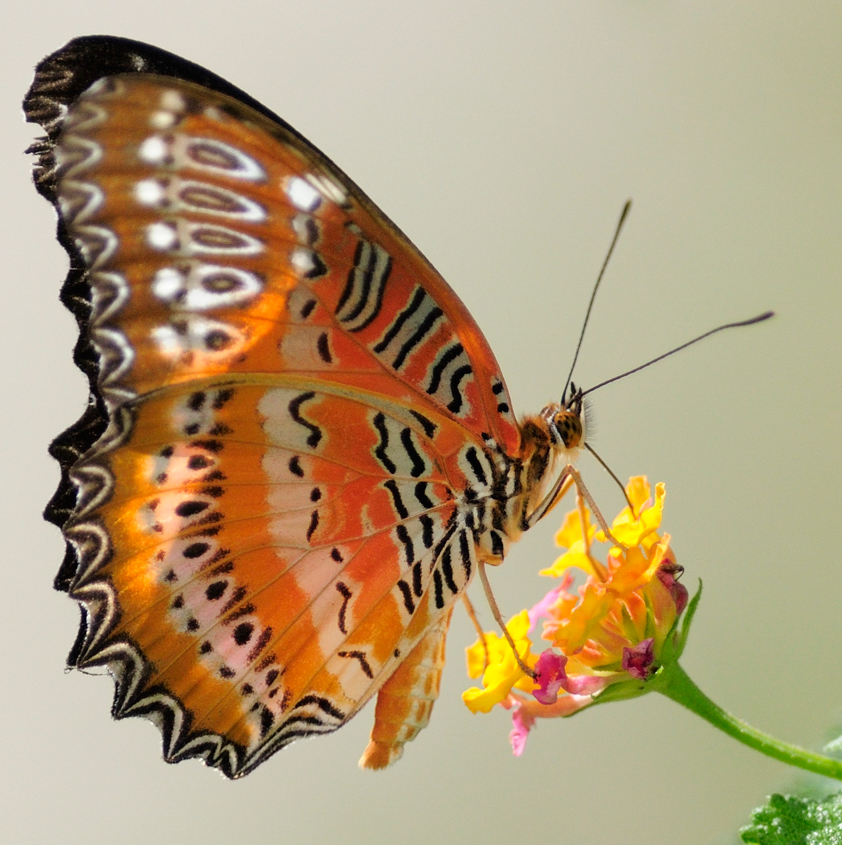
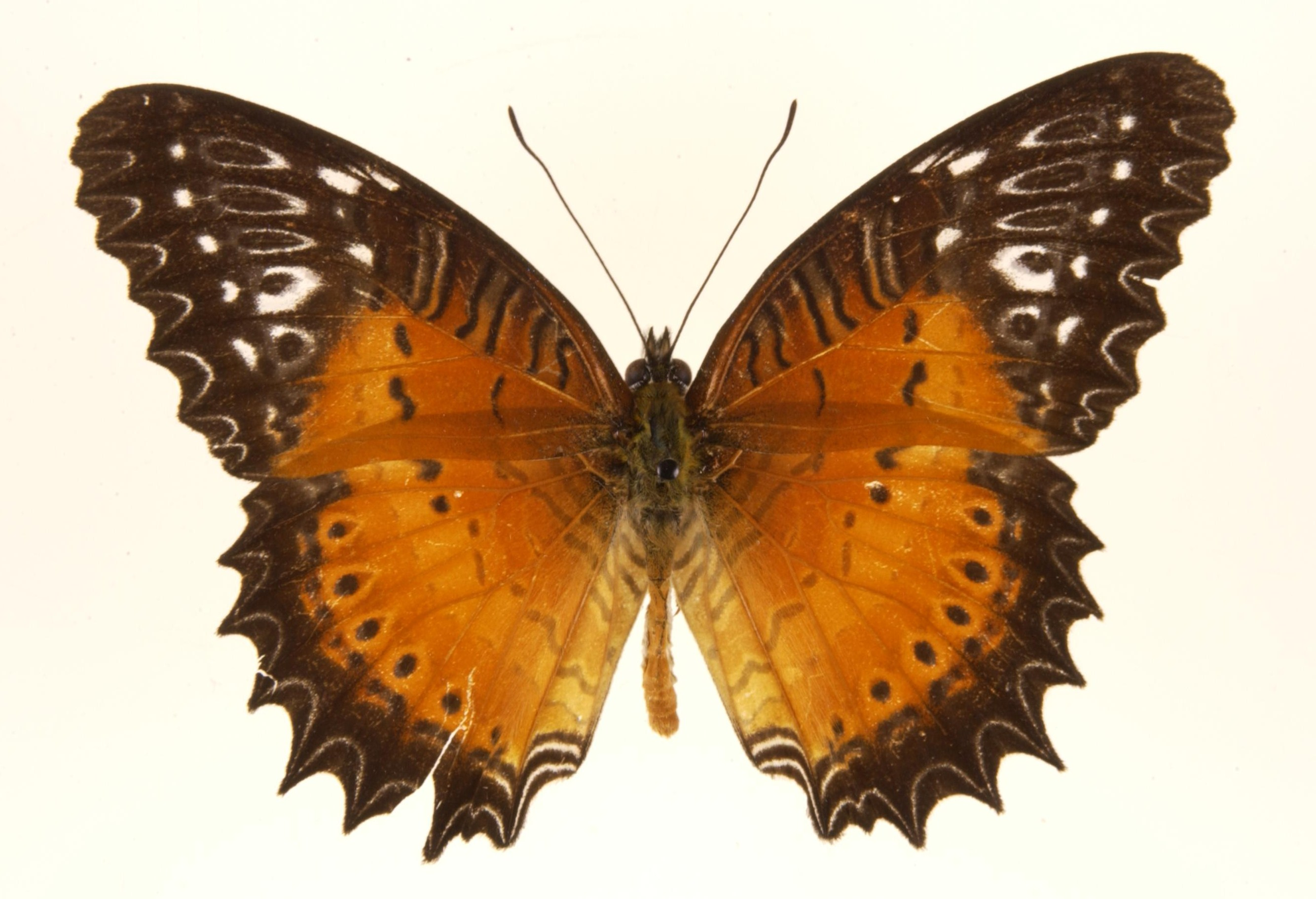
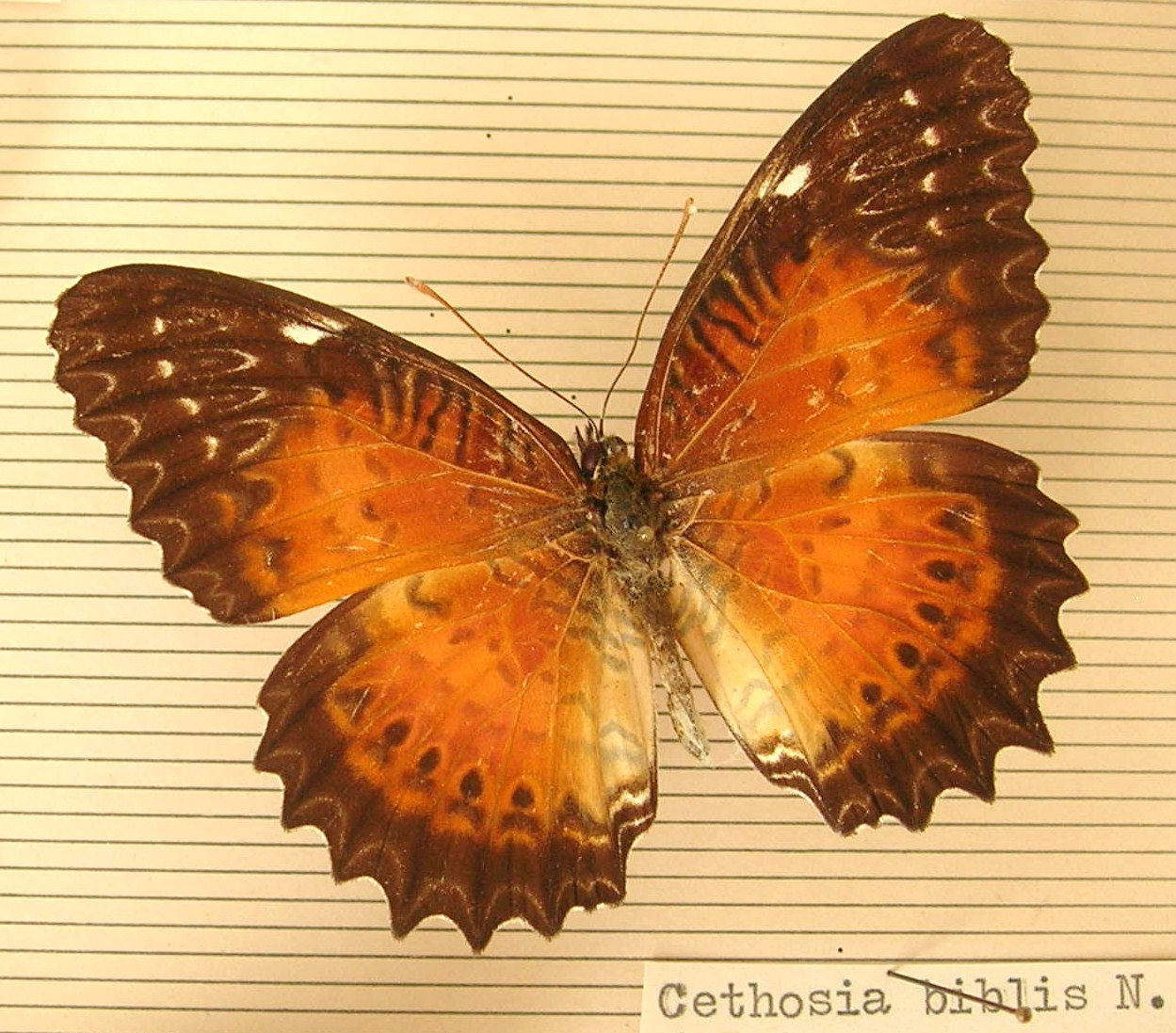
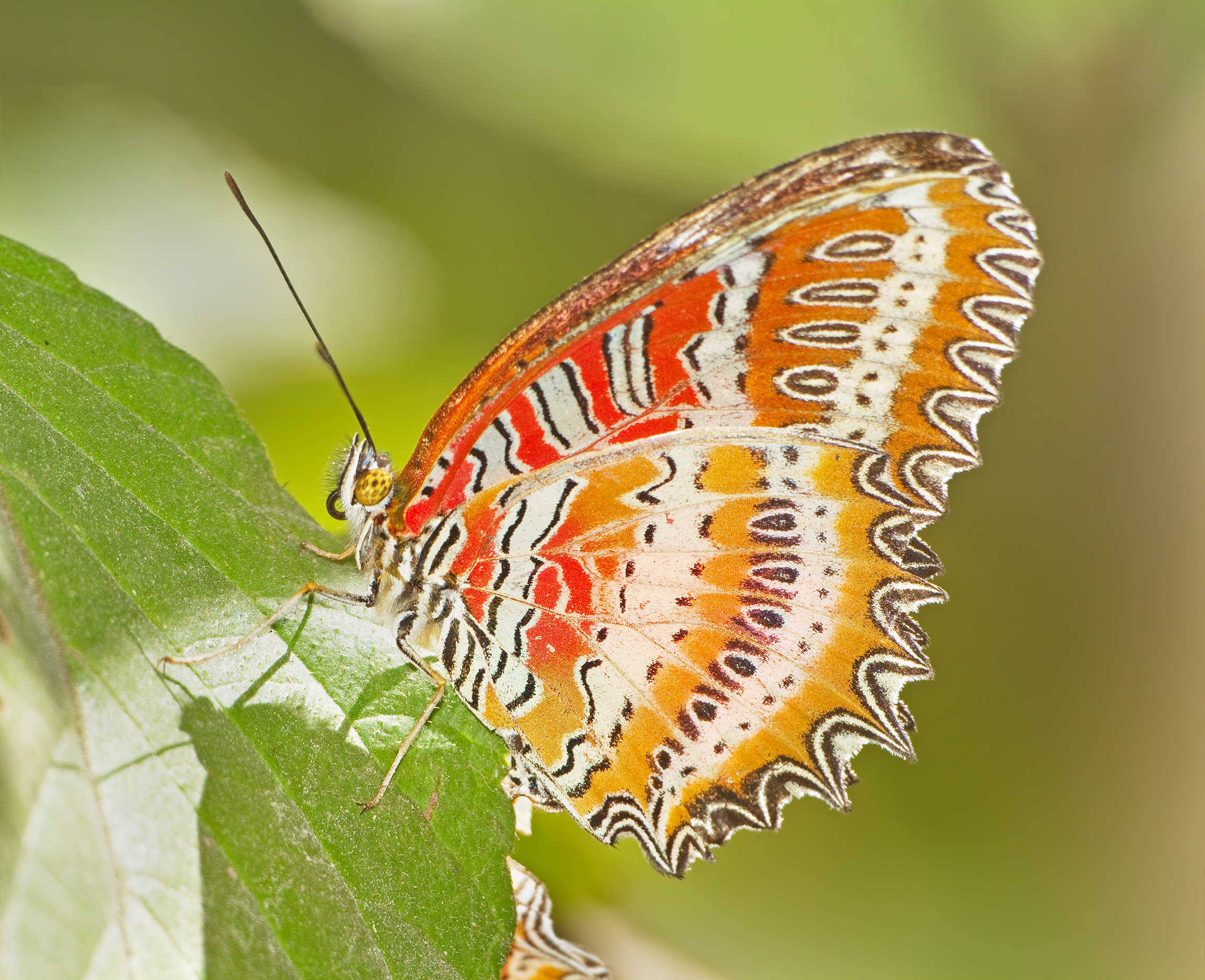
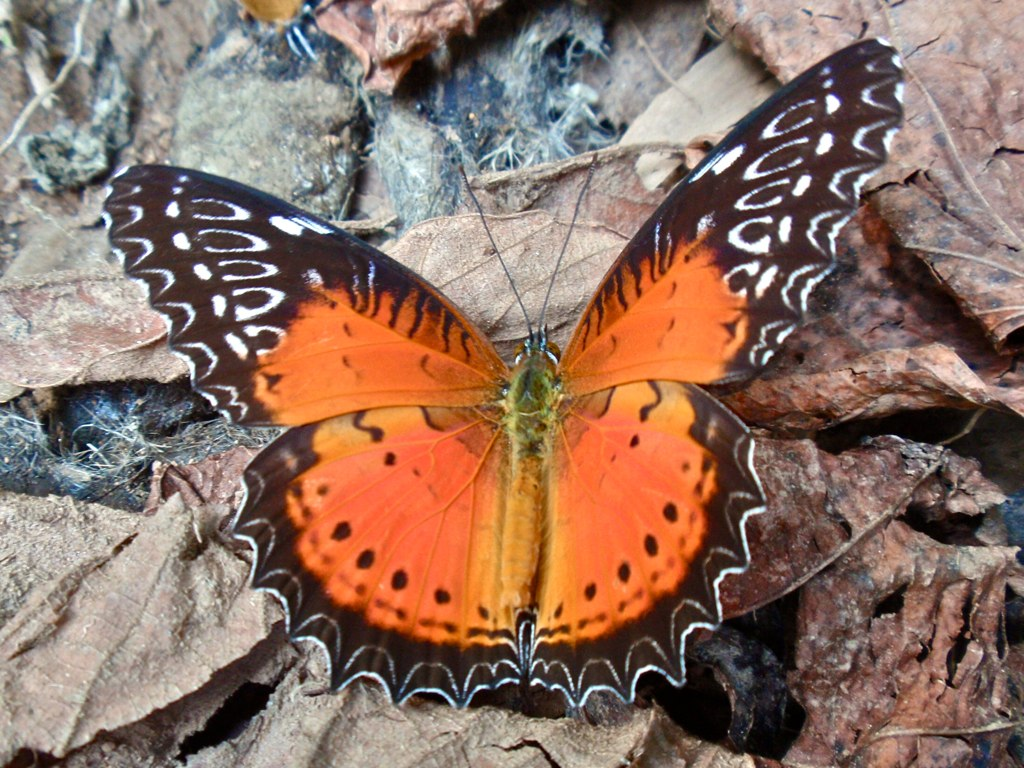
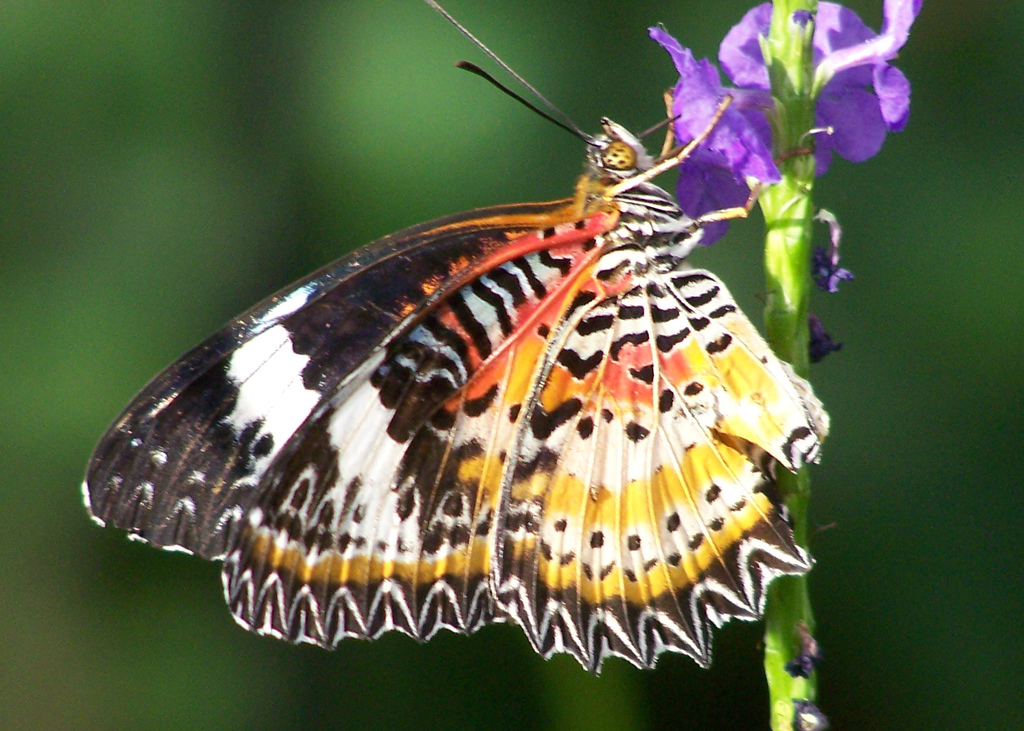